# Kampuchea inför kriget
Kampuchea inför kriget är en dokumentärfilm av Jan Myrdal och Kjell Melin gjord 1978 för Sveriges Television. 
Filmen är ett dokumentärt reportage om Kampuchea som till största delen består av en intervju med Pol Pot om den vid inspelningen pågående konflikten med Vietnam. 

## Filmens innehåll
Filmen öppnas med en filmsekvens där en bonde plöjer sin odlingsmark med hjälp av en oxe. Jan Myrdal förklarar att Kampuchea är ett litet risodlande land som efter de två första Indokinakrigen (det franska och det amerikanska) där angriparna led nederlag, nu befinner sig under uppbyggnad, men hotas av ett tredje Indokinakrig, denna gång med Vietnam.
Enligt berättarrrösten råder det en märklig samstämmighet mellan så vitt skilda intressen som Moskva, Washington, Reader's Digest, "intellektuell" fransk vänster och Vatikanen om att Demokratiska Kampuchea skulle utgöra ett skräckregemente. Detta förhållande gör att det blir viktigt att höra vad landets företrädare själv har att säga enligt Myrdal, varför han i filmen intervjuar Pol Pot. 
I intervjun förklarar Pol Pot att Kampuchea krossat alla hittillsvarande försök till angrepp och intervention i landet, såväl de franska som amerikanska och vietnamesiska. Kampucheas kommunistiska parti har sedan 1977 omintetgjort alla vietnamesiska försök till statskupp. Framgångarna i striden mot Vietnam utgör en seger av historisk betydelse, av fundamental betydelse för landets nationella oavhängighet och suveränitet och landets territoriella integritet, för folkets heder och kultur. Pol Pot menar att Vietnams krigsansträngningar syftar till att upprätta en indokinesisisk federation, att göra kampucheaner till vietnameser och att förinta det kampucheanska folket. Försvaret mot de vietnamesiska ansträngningarna att upprätta en indokinesisk federation är en fråga om kamp mot fysisk förintelse.
Filmen fortsätter med bildtagningar vid utgrävningar för bevattningsanläggningar och arbetet på de kampucheanska risfälten. Kampuchea sägs ha övervunnit arvet från imperialismen, svälten, och varje människa ska ha rätt till dryga 300 kg ris per år. Byggandet av små, medelstora och stora konstbevattningsanläggningar ska ha gjort den kampucheanska matförsörjningen oberoende. 
Den kommunistiska revolutionens utveckling sedan fientligheterna med Vietnam inletts rapporteras ha lett till ett stärkt enande av det kampucheanska folket. Korruption, banditism, angivelser och brist på måttfullhet har sedan 1975 utplånats. Analfabetismen har bekämpats med framgång, 90% av befolkningen kan numera läsa och skriva. Sammantaget är detta de största framstegen i landet på många århundraden. 
De folkmordsanklagelser som förekommit mot landets styre kommenterar Pol Pot med att revolutionens fiender med all kraft motsätter sig revolutionen, och att anklagelserna är förtal. De som anklagar Demokratiska Kampuchea är de som själva angripit och erövrat, och dödat tiotusentals, miljontals. Kolonialister, neokolonialister, imperialister och internationella expansionister (den sista benämningen är en omskrivning för Sovjetunionen) är de som utgjort folkens slaktare. Mellan åren 1970 till 1975 ska den amerikanska aggressionen ha dödat 1 400 000 i Kampuchea. Nu försöker Vietnam angripa och utrota dess folk. Revolutionärer och framstegsvänliga människor världen över, de som älskar fred och rättvisa, stöder dess folk. Men Pol Pot är inte pessimistisk, det gick att nå självförsörjning, det gick och går stå emot vietnamesiska angrepp, detta då Kampucheas folk är enat. 
Pol Pot menar att orsakerna till kriget är Vietnams mål att upprätta en indokinesisk federation, att Kampucheas folk ska uppgå i Vietnams. De vietnamesiska medlen har varit angrepp mot Kampuchea från 14 vietnamesiska divisioner; strategin har var blixtanfall med blixtseger. Men den kampucheanska blixtkrigsstrategin har fått möta det långa krigets strategi i det kampucheanska försvaret; under det långa kriget går Vietnams divisioner under. Kampucheas folk och revolutionära armé är enade, och med erfarenheterna från försvaret mot den amerikanska aggressionen har de verktyg för att nå seger. Detta underlättas dessutom av att Vietnam möter svårigheter såväl hemma som internationellt.  
Pol Pot menar i filmen att Kampuchea inte har några som helst villkor för att ingå fred. Vietnam handlar som Hitler: använder sig av påtryckningar och hot för att på så sätt tvinga länder att ingå förhandlingar för att tvinga dem underkasta sig honom. Vietnam söker på detta sätt lura världsopinionen. Om Vietnam upphörde med sina angrepp skulle kriget upphöra. Kampuchea har kommit med förslag om en vänskaps- och icke angrepps-pakt till Vietnam, detta förslag har inte besvarats. Kampuchea söker en vietnamesisk respekt för dess oavhängighet, suveränitet och territoriella integritet enligt principen för de alliansfria staterna, enligt Bandungkonferensen och Förenta Nationernas charta. Pol Pot menar att Kampucheas ledare är närsomhelst villiga att underteckna ett sådant fördrag, i Phnom Penh eller Hanoi, blott Vietnam har en sådan vilja. 
Enligt dokument från Kampucheas kommunistiska partis fjärde kongress är planerna för landet att mellan åren 1987-1992 förvandlas från ett efterblivet jordbruksland till modernt jordbruksland och från åren 1992-1997 gå från underutvecklat land till ett land med allsidig basindustri. Förutsättningarna fanns: oavhängighet, partiets riktiga politik, genomförandet av kollektiviseringar, socialism och enighet. Jan Myrdal menar i filmen att detta går att uppnå under fred, men menar att de vietnamesiska angriparna inte vill fred. Kampuchea vill ha fred, men en fred i oavhängighet och frihet och inte i slaveri. Jan Myrdal finner Pol Pot vara dämpad under intervjun. Inte modfälld eller nedstämd, men han skämtade inte som han brukade, och han var allvarsam. 
Filmen avslutas med ett reportage från kampucheanska byn Takeo, där 20 000 flyktingar från Vietnam har sitt uppehälle. De flesta av flyktingarna tillhör den kampucheanska minoritet i Vietnam som fått utstå repressalier från den vietnamesiska regimen. Myrdal intervjuar en bonde som berättar om hur vietnamesiska soldater kom till hans by, sköt ihjäl 20 personer, och tvingade honom och andra att riva sina hus. När de flydde mötte de vietnamesiska patruller som besköt dem. En flerbarnsmor från byn intervjuas; hon och hennes familj hade blivit fördrivna till ett träskområde där det inte gick att bruka jorden. Hon ska ha tvingats underteckna ett dokument där hon frivilligt avsade sig rätten till sin bostad och mark. När hon vägrade tillfångatogs hennes döttrar, vilka hon fick lösa ut för flera tusen piastrer. 